# Vlag van Walhain
De vlag van Walhain is op onbekende datum bij raadsbesluit vastgesteld als de vlag van de Waals-Brabantse gemeente Walhain. De vlag kan als volgt worden beschreven:
Wit met een kruispasteitje gemaakt van een rode verticale arm over een blauwe horizontale arm.
De vlag is volledig gebaseerd op het gemeentewapen en ziet er dus helemaal hetzelfde uit.